# Zuoyunlong
Zuoyunlong — рід вимерлих травоїдних динозаврів-орнітоподів. Скам'янілості відносяться до верхньої крейди провінція Шаньсі, Китай.
Голотип SXMG V 00 004 був виявлений командою «Регіональної Геологічної Зйомки Шаньсі» в формації Zhumapu, сеноманського ярусу, близько 95 млн років тому. Голотип складається з двох кісток тазу.
Палеонтологами було виділено кілька аутапоморфій для даного виду: довжина заднього краю клубової кістки становить половину довжини всієї кістки; нижній край тієї ж кістки далеко виступає вниз і вперед; клубова кістка має довжину 62 см, що вказує на довжину тіла динозавра в 8 м.
У 2015 році Ванг Рунфу, Ю Хайлу, Ванг Суожу, Січао Сю, Ї Цзян, Сі Лицзюан, Цзя и Лей Сінь Хайй назвали і описали вигляд Zuoyunlong huangi. Родове ім'я складається з назви китайської префектури Зуоюн і слова «long» («дракон»). Видова назва дано на честь китайського палеонтолога Хуанга Вейлонга.
Кладистичний аналіз показав, що Zuoyunlong був базальним гадрозавроїдом, сестринським таксоном Probactrosaurus. У 2015 р був відомий як самий базальний гадрозавроїд. Так як найперші відомі гадрозавроїди, що жили в Північній Америці, Eolambia і Protohadros, також датовані сеноманом, палеонтологи стверджують, що Zuoyunlong був близький до поділу азійських і північноамериканських гадрозавроїдів.

## Ресурси Інтернету
1. http://www.tandfonline.com/doi/full/10.1080/08912963.2015.1118688 [Архівовано 10 липня 2020 у Wayback Machine.]

| Tyrannosaurus rex, череп | Це незавершена стаття про динозаврів. Ви можете допомогти проєкту, виправивши або дописавши її. |